# Adolph Cornelis van Bruggen
Adolph Cornelis 'Dolf' van Bruggen (Den Haag, 9 juli 1929 – 3 juni 2016) was een Nederlandse malacoloog, entomoloog en botanicus. Zijn interesse in de tropen en tropisch Afrika heeft zijn brede wetenschappelijke belangstelling meer dan 50 jaar gedomineerd. Hij was vooral expert in de landslakkenfamilies Streptaxidae, Achatinidae en Maizaniidae. In 2008 had hij 655 publicaties op zijn naam.

## Vroege jaren
Adolph Cornelis van Bruggen werd op 9 juli 1929 geboren als de oudste zoon van A.C. van Bruggen Sr. en A.C.G. van Bruggen-van Eyk Bijleveld.
Hij bracht zijn jeugd in Den Haag door. Natuurhistorie en vooral dieren trokken altijd zijn aandacht. Zijn vader was een hooggeplaatste ambtenaar bij het ministerie van Onderwijs, Cultuur en Wetenschappen. Het Rijksmuseum van Natuurlijke Historie viel toen onder dit ministerie en toen hij in 1949 zijn diploma bij het Gymnasium Haganum te Den Haag behaalde stelde zijn vader hem voor aan dr. Carel Octavius van Regteren Altena (1907–1976), curator voor de mollusken van dat museum die zijn belangstelling voor de malacologie stimuleerde.
Aan de Leidse universiteit studeerde Van Bruggen systematische botanie, zoölogische ecologie en systematische zoölogie. In 1956 behaalde hij na drie jaar zijn doctoraal als assistent van prof. dr. Hilbrand Boschma (1893–1976), de directeur van het Rijksmuseum van Natuurlijke Historie die Systematische Zoölogie onderwees aan de Leidse Universiteit.
Het begin van Van Bruggens malacologische carrière gaat terug tot 1948 toen hij lid werd van de Nederlandse Malacologische Vereniging (NMV). Zijn eerste malacologische publicatie, in het Nederlands, verscheen in 1948 in het tijdschrift De Levende Natuur, een kort verslag over de vondst van de mariene bivalv Anomia ephippium, een soort die weinig algemeen is in Nederland. Eerder dat jaar in hetzelfde tijdschrift verscheen al een verslag over een waargenomen zeehond en een horsmakreel die op het strand was aangespoeld.
Van Bruggen was oorspronkelijk van plan om na zijn studie naar Nederlands-Indië (nu Indonesië) te vertrekken maar dat werd onmogelijk door de onafhankelijkheidsverklaring van Indonesië op 27 december 1949. Omdat hij een grote belangstelling voor de tropen had besloten de Van Bruggens in plaats daarvan naar Afrika te gaan.

## In Afrika (1957–1966)
Ze reisden per schip naar Zuid-Afrika, en stopten onderweg bij het afgelegen Atlantische eiland Sint-Helena, in mei 1957. Van Bruggen moest halsbrekende toeren uithalen om de kust te bereiken met een 'klepdoos' bij zich (een doos waarmee de insecten uit de inhoud van een vlindernet gescheiden kunnen worden) waarvan zijn medepassagiers dachten dat het een geigerteller was.
In Zuid-Afrika aanvaardde Van Bruggen een baan bij het Departement van Landbouw, Bosbouw en Visserij in Pretoria. Daar werd hij belast met de studie van insecten en de problemen die zij in warenhuizen gaven. Na drie jaar accepteerde hij de baan van marien bioloog en curator bij het nieuw opgerichte Oceanarium in Port Elizabeth en toen hem kort daarna door het Natal Museum in Pietermaritzburg en baan als curator malacologie werd aangeboden kon hij niet weigeren. Van 1962 tot 1966 werkten Wenda en hij beiden in dit museum, zij als bibliothecaris en zijn persoonlijke assistent in het veld. Geregeld vertrokken ze voor veldwerk en namen elke gelegenheid te baat als de Land Rover van het museum beschikbaar was om verzamelreizen te maken tot zover noordelijk als Malawi en Zambia. Van Bruggen maakte altijd aantekeningen in zijn veldboekjes die gedurende de jaren steeds verder werden uitgewerkt. Zijn Africana Biologica omvat nu 1550 pagina's, in acht delen.
Tijdens zijn Afrikaanse jaren werkte hij niet alleen aan insecten en zijn favoriete slakken, maar besteedde hij ook veel aandacht aan de twee andere groepen waar hij grote belangstelling voor had: zoogdieren en vogels. Hij maakte veel contacten met managers en parkwachters van de Zuid-Afrikaanse nationale parken en werd actief betrokken bij natuurbescherming. Door zijn verblijf te midden van de Afrikaanse wilde dieren kreeg hij ook belangstelling voor dierentuinen. In 1963, bij het 125-jarig jubileum van Artis in Amsterdam stuurde Van Bruggen een aantal Kaapse klipdassen (Procavia capensis) per vliegtuig als een gift van Nederlandse biologen die in Zuid-Afrika werkten.
‘Beste Dolf, Het is tijd om naar Holland terug te keren om de studenten hier te onderwijzen in de vele inzichten die je in Afrika hebt opgedaan.’ Dat was in essentie de boodschap die prof. dr. Van der Vecht van de faculteit Systematische Zoölogie van de Leidse Universiteit begin 1966 aan Van Bruggen stuurde. Enkele maanden later voeren de Van Bruggens terug naar Nederland. Hun kat reisde per vliegtuig en werd in afwachting van hun thuiskomst in Diergaarde Blijdorp opgevangen.

## In Nederland
In Leiden werd Van Bruggen belast met colleges voor studenten in de systematische zoölogie. In 1969 ontving hij zijn doctorstitel bij zijn promotie op het proefschrift Studies on the land molluscs of Zululand with notes on the distribution of land molluscs in Southern Africa. Zijn promotor was prof. dr. Leo Brongersma, directeur van het Rijksmuseum van Natuurlijke Historie.
Van Bruggen kwam tijdens het begin van de zestiger jaren bij de universiteit toen studenten meer zeggenschap eisten en al heel snel familiair met hun docenten omgingen. Voor veel studenten bleef hij echter, tot zij gepromoveerd waren en gelijkwaardig bevonden werden, ‘Dr van Bruggen’. Niettemin werden zijn colleges zeer gewaardeerd en tot zijn verbazing werd hij een keer verkozen tot "populairste docent". Zijn studenten gingen ook enthousiast mee met zijn bijna jaarlijkse excursies naar de Antwerpse dierentuin.
Hoewel hij officieel bij de universiteit werkte, lag zijn eigenlijke werkplek enkele minuten verderop, bij het Rijksmuseum van Natuurlijke Historie. Daar kon hij de uitgebreide bibliotheek raadplegen en werken aan de museumcollecties. Elk jaar bezochten hij met zijn vrouw het Natural History Museum in Londen, ook om collega's en vrienden te ontmoeten.
Naast zijn werk besteedde hij veel tijd aan organisaties waarvan hij vond dat ze zijn steun verdienden. De Nederlandse Malacologische Vereniging, profiteerde het meest van zijn energie. In het bestuur was hij secretaris (1953–1956), interim voorzitter (1970–1972) en penningmeester (1983–1986). Overigens was ook zijn vrouw enkele jaren penningmeester van deze vereniging.
Van Bruggen was redacteur van het Correspondentieblad (1951–1953 en 1954-1956). Bovendien trad hij meer dan veertig jaar op als redacteur en hoofdredacteur van Basteria, het wetenschappelijk tijdschrift van de Nederlandse Malacologische Vereniging (van 1968 tot heden). In 1999 werd hij tot erelid van de vereniging verkozen.
In 1977 was hij president van het succesvolle zevende 'International Malacological Congress' dat plaatsvond in Amsterdam en georganiseerd werd voor de Unitas malacologica, de internationale organisatie van malacologen. Van 1989-1999 was hij voorzitter van de {Netherlands Commission for International Nature Conservation} en was eveneens redacteur van hun tijdschrift.
Verder stak hij veel energie in de Koninklijke Nederlandse Dierkundige Vereniging, de (voormalige) Stichting voor Biologisch Onderzoek Nederland (BION) en de Zoogdiervereniging. Zijn belangstelling voor dierentuinen bleek ook uit zijn grote collectie dierentuingidsen waarvoor hij een groot netwerk had opgezet met contacten overal ter wereld.
Hij ging in 1994 met pensioen met een lezing getiteld Semper aliquid novi ex Africam adferre, wat vertaald kan worden met: "Er is altijd iets nieuws uit Afrika", en wat beschouwd kan worden als Van Bruggens persoonlijke motto. 
Na zijn pensioen vervolgde hij zijn onderzoek als 'research associate' bij Naturalis.
In 1973 werden Van Bruggen en zijn vrouw door een familielid gevraagd een safari naar Kenya en Tanzania te leiden. Dat was het begin van een jaarlijks evenement dat tot 1990 zou duren. De reizen werden al spoedig door een reisbureau georganiseerd voor een groep van regelmatig deelnemende mensen, van wie sommigen intieme vrienden van het leidende paar zijn geworden. Elke reis werd zorgvuldig voorbereid met een literatuurlijst die naar de deelnemers werd gestuurd. Na de reis werd een lijst van alle waargenomen zoogdieren en vogels verstuurd.
Na 1990 maakte het echtpaar Van Bruggen verschillende privéreizen naar zuidelijk Afrika waarbij onderweg vrienden en familie bezocht werden. Toen Dai Herbert tijdens hun reis in 2008 Van Bruggen vroeg mee te werken aan een revisie van materiaal dat in de Drakensbergen verzameld was, greep hij met beide handen de gelegenheid aan om door te gaan met zijn grote liefde: de lijst van Zuid-Afrikaanse landslakken.
Hij overleed op 3 juni 2016.

## Vernoemde taxa (eponiemen)
De volgende taxa zijn vernoemd naar  Dolf van Bruggen:
Arachnida
- Hamataliwa vanbruggeni Deeleman-Reinhold, 2009[5] Typelocaliteit: Maleisisch Borneo, W. Sabah, Mt. Kinabalu area, Sorinsim (Arachnida, Oxyopidae).

Diplopoda
- Spinotarsus bruggenorum Kraus, 1966[6] Typelocaliteit: Zululand, Ndumu Game Reservaat, Engabateniwoud (Diplopoda).

Insecta
- Diopsis vanbruggeni H. R. Feijen & C. Feijen, 2009[7] Typelocaliteit: Malawi, Ntchisi regenwoud, kleine zijrivier van de Mahatoperivier (Diptera, Diopsidae).
- Notiophygus vanbruggeni John, 1964[8] Typelocaliteit: Zululand (Coleoptera, Discolomidae) [taxon genoemd in de Zoological Record, echter niet in een publicatie teruggevonden].
- Phaenocarpa vanbruggeni van Achterberg, 2009[9] Typelocaliteit: Madagaskar, Tanatare, Périnet (Hymenoptera, Braconidae).
- Selinda bruggeni Theron, 1986[10] Typelocaliteit: Zimbabwe, Chirindawoud, Mount Selinda (Homoptera, Cicadellidae).
- Termitotrox vanbruggeni Krikken, 2008[11] Typelocaliteit: Kenya, Karen (Coleoptera, Scarabaeidae).

Gastropoda
- Apera bruggeni Forcart, 1967[12] Typelocaliteit: Zuid-Afrika, Limpopo Provincie (Chlamydephoridae).
- Bruggenina Mead, 2004[13] Nieuw aangewezen typesoort voor Archachatina sandgroundi Bequaert, 1950 (Achatinidae).
- Bruggennea Dance, 1972[14] Nieuw aangewezen typesoort voor: Sinoennea laidlawi Dance, 1970 (Streptaxidae).
- Centrafricarion bruggeni Van Mol, 1970[15] Typelocaliteit: Malawi, Nyika Plateau, Zozu Chipolowoud (Urocyclidae).
- Chrysallida vanbruggeni van Aartsen & Corgan, 1996[16] Nieuwe naam voor Odostomia ornata Turton, 1932 non H. & A. Adams, 1853 (Pyramidellidae).
- Cingula bruggeni Verduin, 1984[17] Typelocaliteit: Spanje, Straat van  Gibraltar, Tarifa (Rissoidae).
- Cyclostremiscus vanbruggeni De Jong & Coomans, 1988[18] Typelocaliteit: Caraïbische Zee (Tornidae).

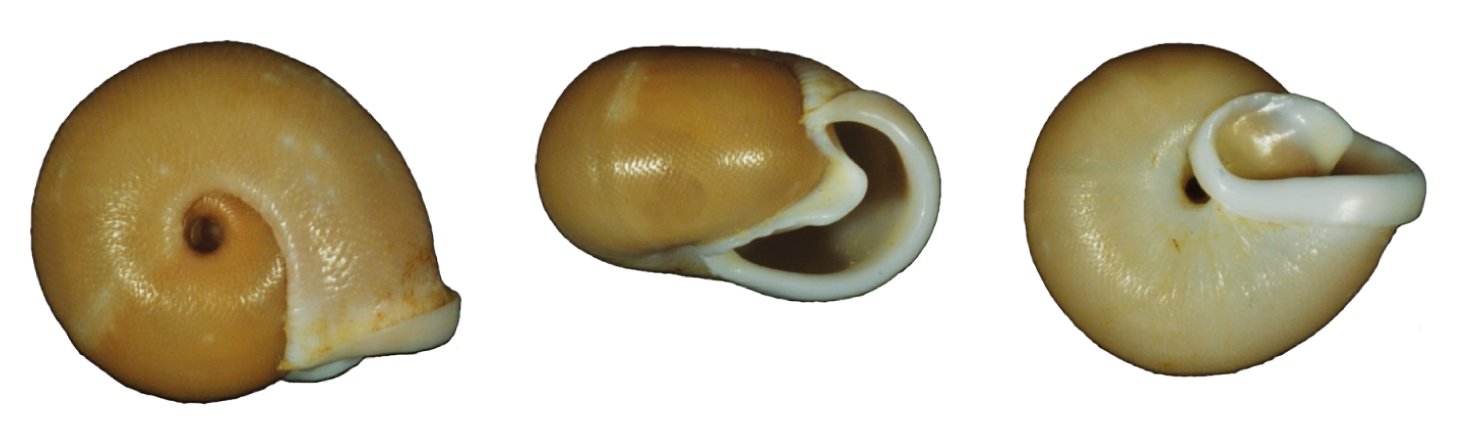
three views of the shell of Chloritis vanbruggeni

- Chloritis vanbruggeni Maassen, 2009[19] Typelocaliteit: Indonesië, Centraal Sulawesi, Pulau Eiland Peleng, Gunung Tatarandang (Camaenidae).
- Gulella bruggeni Cole & Herbert, 2009[20] Typelocaliteit: Zuid-Afrika, Oostelijke Kaap, Transkei, Hluleka Natuur Reservaat (Streptaxidae).
- Gulella mkuu Rowson, Seddon & Tattersfield, 2009[21] Typelocaliteit: Kenya, Rift Valley Province, Samburu District, Ndotobergen (Streptaxidae). Dedication in the reference include: "From Swahili noun or adjective mkuu, meaning great, principal, elder, chief, etc. As a noun in apposition, with reference to the size of the shell, but also to Dr A.C. van Bruggen, a distinguished and esteemed contributor to African malacology."[21]
- Inchoatia megdova bruggeni Gittenberger & Uit de Weerd, 2009[22] Typelocaliteit: Griekenland, Thessalia, Trikala, 7,5 km WNW van Pyli (= Pili), 8,5 km ten zuiden van Elati langs de weg naar Agios Prokopios (Clausiliidae).
- Mitrella bruggeni van Aartsen, Menkhorst & Gittenberger, 1984[23] Nieuwe naam voor Mitrella broderipi auct. non Sowerby, 1844 (Columbellidae).
- Parennea vanbruggeni de Winter, 2008[24] Typelocaliteit: Cameroon, Sud Province, Meka’a-II, ten westen van Nyangong (Streptaxidae).
- Plekocheilus (Eurytus) bruggeni Breure, 1978[25] Typelocaliteit: Peru, Departement Pasco, Huancabamba (Orthalicidae).

Bivalvia
- Sunetta bruggeni Fischer-Piette, 1974[26] Nieuwe naam voor Sunetta ovalis Sowerby, 1892 non Martin, 1880 (Veneridae).